# دوري الأمم الأوروبية 2026–27
ستكون بطولة دوري الأمم الأوروبية 2026–27 الموسم الخامس من بطولة دوري الأمم الأوروبية، وهي مسابقة كرة قدم دولية تضم المنتخبات الوطنية للرجال من الاتحادات الأعضاء في الاتحاد الأوروبي لكرة القدم. وستقام المسابقة في الفترة من سبتمبر إلى نوفمبر 2026 (مرحلة الدوري)، ثم في مارس 2027 (ربع نهائي الدوري أ، ومباريات فاصلة للدوري أ/ب ودوري ب/ج)، ثم في يونيو 2027 (نهائيات دوري الأمم)، ثم في مارس 2028 (مباريات فاصلة للدوري ج/د).
البرتغال هي حاملة اللقب بعد فوزها بنهائيات عام 2025. فازوا في المباراة النهائية على إسبانيا بنتيجة 5–3 بركلات الترجيح، بعد انتهاء الوقت الأصلي بالتعادل 2–2 في الوقت الإضافي.

## شكل البطولة
سيتم تقسيم المنتخبات الوطنية للاتحاد الأوروبي لكرة القدم إلى أربع دوريات، حيث تضم الدوريات أ، ب، ج ستة عشر فريقًا في كل منها، مقسمة إلى أربع مجموعات من أربعة فرق، بينما يضم الدوري د ستة فرق مقسمة إلى مجموعتين من ثلاثة فرق. سيتم توزيع الفرق على الدوريات بناءً على التصنيف العام لنهائي دوري الأمم الأوروبية 2024-25. سيلعب كل فريق ست مباريات ضمن مجموعته، باستثناء فرق الدوري الرابع التي ستلعب أربع مباريات، باستخدام نظام الدوري من دورين ذهابًا وإيابًا في أيام المباريات من سبتمبر إلى نوفمبر 2026.
في دوري الدرجة الأولى، الدوري أ، سيتقدم الفائزون بالمجموعة والوصيفون إلى ربع النهائي، الذي سيقام ذهابًا وإيابًا على مباراتين في مارس 2027. في كل مباراة، سيواجه الفائزون بالمجموعة الفائز بالمركز الثاني من مجموعة مختلفة، ويستضيف الفائز بالمجموعة مباراة الإياب. ويتأهل الفائزون الأربعة في ربع النهائي إلى نهائيات دوري الأمم الأوروبية، التي تقام بنظام خروج المغلوب، وتتكون من الدور نصف النهائي، ومباراة تحديد المركز الثالث، والنهائي. يتم تحديد مباريات الدور نصف النهائي عن طريق القرعة. سيتم اختيار الدولة المضيفة، ويفضل أن يكون ذلك من بين الفرق الأربعة المتأهلة، من قبل اللجنة التنفيذية للاتحاد الأوروبي لكرة القدم، مع تتويج الفائزين في النهائي كأبطال لدوري الأمم.
وتتنافس الفرق أيضًا على الصعود والهبوط إلى دوري أعلى أو أدنى. يتم ترقية الفائزين بمجموعات الدوريات B وC وD بشكل مباشر، بينما تهبط الفرق التي تحتل المركز الأخير في كل مجموعة في الدوريات A وB بشكل مباشر. وبما أن الدوري C يتكون من أربع مجموعات بينما يتكون الدوري D من مجموعتين فقط، فإن الفريقين الأسوأ تصنيفًا في الدوري C سوف يهبطان تلقائيًا. ستتضمن المسابقة أيضًا مباريات فاصلة للصعود/الهبوط بعد مرحلة الدوري، حيث تواجه الفرق صاحبة المركز الثالث في الدوري أ وصيف الدوري ب، وتواجه الفرق صاحبة المركز الثالث في الدوري ب وصيف الدوري ج، ويواجه أفضل فريقين في المركز الرابع في الدوري ج وصيف الدوري د. ستُلعب المباريات ذهابًا وإيابًا على مباراتين في مارس 2027 (الدوري أ/ب والدوري ب/ج) ونافذة أخرى إذا لزم الأمر (الدوري ج/د)، حيث ينتقل الفائزون إلى الدوري الأعلى ويدخل الخاسرون إلى الدوري الأدنى.
في جميع مباريات الذهاب والإياب، تستضيف الفرق الأعلى تصنيفًا مباراة الإياب. الفريق الذي يسجل عددًا أكبر من الأهداف في مجموع المباراتين هو الفائز. إذا كانت النتيجة الإجمالية متعادلة، يتم لعب وقت إضافي (لا يتم تطبيق قاعدة الأهداف خارج الأرض ). إذا ظلت النتيجة متعادلة بعد الوقت الإضافي، يتم اللجوء إلى ركلات الترجيح لتحديد الفائز.

### تصفيات بطولة أمم أوروبا 2028
من المتوقع أن يرتبط دوري الأمم الأوروبية 2026-27 بتصفيات كأس الأمم الأوروبية 2028، مما يمنح الفرق فرصة أخرى للتأهل إلى كأس الأمم الأوروبية 2028. ومع ذلك، فإن هذا الأمر يتوقف على الموافقة الرسمية على نظام ولوائح بطولة كأس الأمم الأوروبية 2028.

## جدول
فيما يلي جدول دوري الأمم الأوروبية 2026–27.
| منصة                                                            | دائري                      | نافذة الفيفا              |
| --------------------------------------------------------------- | -------------------------- | ------------------------- |
| مرحلة الدوري                                                    | اليوم الأول                | 21 سبتمبر – 6 أكتوبر 2026 |
| مرحلة الدوري                                                    | اليوم الثاني               | 21 سبتمبر – 6 أكتوبر 2026 |
| مرحلة الدوري                                                    | اليوم الثالث               | 21 سبتمبر – 6 أكتوبر 2026 |
| مرحلة الدوري                                                    | الجولة الرابعة             | 21 سبتمبر – 6 أكتوبر 2026 |
| مرحلة الدوري                                                    | الجولة الخامسة             | 9–17 نوفمبر 2026          |
| مرحلة الدوري                                                    | الجولة السادسة             | 9–17 نوفمبر 2026          |
| ربع نهائي الدوري أ و مباريات فاصلة لدوري الدرجة الأولى A/B وB/C | مباراة الذهاب              | 22–30 مارس 2027           |
| ربع نهائي الدوري أ و مباريات فاصلة لدوري الدرجة الأولى A/B وB/C | مباراة الإياب              | 22–30 مارس 2027           |
| نهائيات                                                         | نصف النهائي                | 9–13 يونيو 2027           |
| نهائيات                                                         | مباراة تحديد المركز الثالث | 9–13 يونيو 2027           |
| نهائيات                                                         | أخير                       | 9–13 يونيو 2027           |
| مباريات فاصلة في دوري الدرجة C/D                                | مباراة الذهاب              | 23-28 مارس 2028           |
| مباريات فاصلة في دوري الدرجة C/D                                | مباراة الإياب              | 23-28 مارس 2028           |

## التصنيف الرياضي
يمكن لجميع الفرق الوطنية الـ55 الأعضاء في الاتحاد الأوروبي لكرة القدم تقديم مشاركاتها في المسابقة. ومع ذلك، في 28 فبراير 2022، تم إيقاف روسيا إلى أجل غير مسمى عن المشاركة في مسابقات الاتحاد الأوروبي لكرة القدم (UEFA) والاتحاد الدولي لكرة القدم (FIFA) بسبب غزو بلادها لأوكرانيا. ولذلك، فمن غير الواضح ما إذا كانوا سيشاركون في هذه النسخة من دوري الأمم.
ستنتقل الفرق التي احتلت المركز الأخير في مجموعاتها في الدوريين أ و ب، بالإضافة إلى الفريقين الأخيرين في المركز الرابع في الدوري ج، اعتبارًا من موسم 2024-2025، إلى دوري أدنى، بينما سيصعد الفائزون بمجموعات الدوريات ب و ج و د. بالإضافة إلى ذلك، فإن الفائزين في مباريات الصعود والهبوط سيدخلون الدوري الأعلى، في حين سيلعب الخاسرون في الدوري الأدنى. وستبقى الفرق المتبقية في دورياتها الخاصة.
بالنسبة لقرعة 2026-2027، سيتم تصنيف الفرق بناءً على التصنيف العام لنهائي دوري الأمم الأوروبية 2024-2025، والذي أخذ في الاعتبار نتائج مرحلة الدوري، ومرحلة خروج المغلوب في الدوري أ، ومباريات الصعود/الهبوط.
سيتم إجراء القرعة في أوائل عام 2026.
| Rise | تمت ترقيته بعد الموسم السابق  |
| Fall | هبط بعد الموسم السابق         |
| *    | شارك في تصفيات الصعود والهبوط |

## روابط خارجية
- الموقع الرسمي